# Карловка (Кировоградская область)
Карловка (укр. Карлівка, до 2016 г. — Крупское) — село в Соколовской сельской общине Кропивницкого района Кировоградской области Украины.
Население по переписи 2001 года составляло 712 человека. Почтовый индекс — 27643. Телефонный код — 522. Код КОАТУУ — 3522584201.

## История
Село образовано в середине XX века в состав села было включено село Прибрежное (до 1947 г. — Старый Данциг).
В 1859 году в:
- селе Карловка (Агтова) Елисаветградского уезда Херсонской губернии жило 261 человек (130 мужского пола и 131 — женского), насчитывалось 35 дворовых хозяйств[2];
- немецкой колонии Старо-Данциг (Немецкая) жило 463 человека (233 мужского пола и 230 — женского), насчитывалось 50 дворовых хозяйств, существовал протестантский молитвенный дом[3];

## Известные уроженцы
- Семён Денисович Игнатьев (1904—1983) — Министр государственной безопасности СССР в 1951—1953 гг.
- Павел Евтихиевич Кочерга (1911—1982) — Герой Советского Союза